# Московський державний університет шляхів сполучення
Московський державний університет шляхів сполучення (МГУПС (МИИТ)) (повна назва: "Федеральное государственное бюджетное образовательное учреждение высшего образования "Московский государственный университет путей сообщения Императора Николая II" ) — федеральний державний бюджетний освітній заклад вищої професійної освіти Російської Федерації. Найбільший транспортний ВНЗ Європи та один з найстаріших технічних вишів Росії. 
Заснований 1896 року. Готує спеціалістів вищої та середньої професійної освіти для залізничного транспорту й інших галузей народного господарства за понад 70 спеціальностями й напрямками підготовки вищої професійної освіти та понад 25 спеціальностями підготовки середньої професійної освіти. Має у своєму складі 3 академії, 8 інститутів, 3 факультети, 3 коледжі, гімназію, 29 філій та 1 представництво у 24 регіонах Росії з географією від Калінінграду на заході до Іжевська на сході та від Лабитнангі на півночі до Астрахані на півдні.

## Назва
- Московське інженерне училище (з 1896 до 1913)
- Московський інститут інженерів шляхів сполучення (з 1913 до 1924)
- Московський інститут інженерів транспорту (з 1924 до 1931)
- Московський експлуатаційний інститут інженерів залізничного транспорту (з 1931 до 1933)
- Московський інститут інженерів залізничного транспорту (з 1933 до 1993)
- Московський державний університет шляхів сполучення (з 1993 до 2017)
- Російський університет транспорту (з 2017)

Носив імена:
- Імператора Миколи II
- Фелікса Дзержинського
- Сталіна

## Нагороди
- Орден Трудового Червоного Прапора
- Орден Леніна

## Ректори
- 1896–1905 Максименко Пилип Омелянович (1852–1935)
- 1905–1908 Ейхенвальд Олександр Олександрович (1864–1944)
- 1908–1913 Тяпкін Микола Дмитрович (1869-?)
- 1913–1920 Мітюшин Микола Трохимович (1877–1950)
- 1920–1924 Гібшман Євген Олександрович (1872–1934)
- 1924–1927 Халатов Артемій Багратович (1896–1937)
- 1927–1928 Полюдов Євген Венедиктович (1887–1937)
- 1928–1930 Чорний Віктор Миколайович (1891–1937)
- 1930–1936 Лизарєв Федір Семенович (1888–1937)
- 1936–1939 Мєдков Юхим Іванович (1898–1969)
- 1939–1951 Парфенов Діонісій Федорович (1900–1990)
- 1951–1954 Герасимов Олександр Степанович (1908–1956)
- 1954–1955 Курочкін Василь Васильович (1900–1955)
- 1955–1980 Кочнєв Федір Петрович (1906–1997)
- 1980–1985 Бєлов Іван Васильович (1923–1994)
- 1985–1997 Іноземцев Володимир Григорович (1931–2003)
- 1997–2018 Льовін Борис Олексійович (нар. 1949)
- з 16 листопада 2018 Клімов Олександр Олексійович

## Інститути
- Інститут управління та інформаційних технологій
- Інститут транспортної техніки й систем управління
- Інститут економіки й фінансів
- Юридичний інститут
- Інститут шляхів, будівництва і споруд
- Гуманітарний інститут
- Російсько-німецький інститут
- Інститут міжнародної освіти

## Академії
- Російська академія шляхів сполучення
- російська відкрита академія транспорту

## Коледжі
- Московський коледж залізничного транспорту
- Правовий коледж
- Медичний коледж

## Філії
- Астраханська
- Бєлгородська
- Брянська
- Волгоградська
- Воронезька
- Єлецька
- Іжевська
- Казанська
- Калінінградська
- Калузька
- Кіровська
- Курський залізничний технікум
- Ліскінська філія
- Муромська
- Нижньогородська
- Ожерельєвський залізничний коледж
- Орловська філія
- Поволзька
- Пушкінська
- Рославльський залізничний технікум
- Ртищівська філія
- Рязанська
- Смоленська
- Тамбовський залізничний технікум
- Тульська філія
- Узловський залізничний технікум
- Ухтинська філія
- Ярославська

## Відомі випускники
- Агеєв Володимир Вікторович — російський театральний режисер
- Антонов Михайло Федорович — письменник
- Богданович Григорій Йосипович — радянський залізничник, начальник Львівської залізниці (1959–1975). Герой Соціалістичної Праці.
- Буре Павло Володимирович — видатний хокеїст
- Гаєв Дмитро Володимирович — колишній начальник Московського метрополітену.
- Галанін Сергій Юрійович — відомий рок-музикант
- Губерман Ігор Миронович — ізраїльський письменник, поет
- Джугашвілі Яків Йосипович — син Сталіна
- Єрмакова Ірина Олександрівна —російська поетеса, перекладач.
- Колганова Олена Валеріївна — український політик, народний депутат України.
- Коробанов Леонід Опанасович — радянський інженер-будівник, інженер-залізничник, лауреат Ленінської премії.
- Кузьмін Володимир Борисович — російський музикант, співак, автор пісень
- Малежик В'ячеслав Юхимович — естрадний співак, заслужений артист Росії (не закінчив).
- Масляков Олександр Васильович — президент міжнародного союзу КВН, телеведучий
- Пономаренко Пантелеймон Кіндратович — перший секретар ЦК Комуністичної партії Білорусі
- Рибаков Анатолій Наумович — російський письменник, романіст, автор романів «Кортик», «Бронзовий птах», «Важкий пісок», «Діти Арбата» (навчався до арешту 1933 року).
- Сур Євген Георгійович — інженер-мостобудівник, бізнесмен, меценат, активіст громадських рухів на підтримку української мови.
- Ситник Григорій Петрович — український науковець, заслужений діяч науки і техніки України.
- Хавтан Євгеній Львович — лідер і засновник групи «Браво»
- Цюрупа Іван Йосипович — радянський український інженер-мостобудівник, Герой Соціалістичної Праці.
- Кріс Кельмі — російський рок- і поп-музикант, композитор. Учасник груп «Високосне літо», «Автограф», «Рок-Ательє».
- Ілля Філатов - економіст, фінансист, управлінець[5][6]